# Notre-Dame, une fin d'après-midi
Notre-Dame, une fin d'après-midi est un tableau réalisé par le peintre français Henri Matisse en 1902. Cette huile sur papier monté sur toile est un paysage urbain qui représente le Petit-Pont franchissant la Seine devant la cathédrale Notre-Dame, à Paris. Elle est conservée à la galerie d'art Albright-Knox, à Buffalo, dans l'État de New York, aux États-Unis.